# Compagnie universelle du canal maritime de Suez
Die Compagnie universelle du canal maritime de Suez (im Deutschen auch Suezkanal-Gesellschaft oder Sueskanal-Gesellschaft) war die von Ferdinand de Lesseps gegründete und vom Khediven (ägyptischen Vizekönig) Muhammad Said lizenzierte Aktiengesellschaft, die den Sueskanal von 1859 bis 1869 baute und bis zu seiner Nationalisierung durch den ägyptischen Präsidenten Gamal Abdel Nasser am 26. Juli 1956 betrieb.
Sie war bereits in der ersten Konzession (Firman) vorgesehen, die Lesseps am 30. November 1854 von Muhammad Said Pascha erhalten hatte, ihre Satzung wurde jedoch erst im Rahmen der zweiten Konzession vom 5. Januar 1856 etabliert und genehmigt.

## Satzungsbestimmungen
Die Gesellschaft wurde als Compagnie universelle bezeichnet, womit zum Ausdruck gebracht wurde, dass es sich nicht um ein nationales, ägyptisches oder französisches Projekt handelte.
Ihr Gegenstand war
- der Bau des Schifffahrtskanals im Isthmus von Sues
- der Bau eines Süßwasserkanals vom Nil bei Kairo zum Timsahsee
- der Bau von Zweigkanälen nach Norden zum Mittelmeer und nach Süden bis nach Sues
- der Betrieb und die Unterhaltung dieser Kanäle
- und der notwendigen Grundstücke,

jeweils gemäß den Bestimmungen der ersten Konzession vom 30. November 1854 und der zweiten Konzession vom 5. Januar 1856.
Die Gesellschaft hatte ihren juristischen Sitz (Siège Social) in Alexandria, da es sich um eine vom ägyptischen Vizekönig lizenzierte Gesellschaft handelte, ihre Hauptverwaltung jedoch in Paris. Sie war formalrechtlich eine ägyptische Gesellschaft, auf die die Regeln des französischen Rechts über Aktiengesellschaften analog anzuwenden waren. Die Dauer der Gesellschaft sollte, wie die der Konzession, 99 Jahre ab Eröffnung des Sueskanals betragen.
Das Grundkapital betrug 200 Millionen Francs, eingeteilt in 400.000 Inhaber-Aktien zu je 500 Francs. Allerdings waren 25 Aktien für eine Stimme in der Hauptversammlung erforderlich und niemand konnte mehr als zehn Stimmen haben. Die Aktien waren mehrsprachig in Türkisch, Deutsch, Englisch, Französisch und Italienisch auszufertigen. Für die Einzahlung des Aktienbetrages waren Zahlstellen in den meisten bedeutenden Städten zwischen St. Petersburg und New York vorgesehen. Die Zahlung des Aktienbetrages sollte ganz oder in Teilbeträgen nach dem Aufruf durch den Verwaltungsrat erfolgen. Zunächst sollten auf den Namen lautende Zertifikate und nach vollständiger Einzahlung die endgültigen, auf den Inhaber lautenden Aktien ausgegeben werden.
Der Verwaltungsrat (Conseil d'Administration) bestand aus 32 Mitgliedern aus den interessierten Nationen, die jeweils für 8 Jahre gewählt wurden und je 100 Aktien der Gesellschaft besitzen mussten. Der Verwaltungsrat hatte einen Präsidenten und drei Vizepräsidenten. Er konnte aus seinen Mitgliedern eine Geschäftsführung (Comité de Direction) bilden. Die Baudirektion der Gesellschaft sollte ihren Sitz in Alexandria haben.
Zur Hauptversammlung war mit einer Frist von zwei Monaten und mit beigefügter Tagesordnung einzuladen. Die ordentliche Hauptversammlung sollte immer im Mai in Paris stattfinden. Die Versammlung war beschlussfähig, wenn mindestens 40 Aktionäre und mindestens 5 % des Kapitals vertreten waren. Eine um mindestens zwei Monate vertagte Versammlung war immer beschlussfähig.
Während der Bauarbeiten sollten die Aktionäre jährlich eine Ausschüttung in Höhe von 5 % des Aktienkapitals erhalten. Während der Betriebszeit sollte der nach der Bildung verschiedener Rücklagen verbleibende Nettogewinn wie folgt verteilt werden:
| Anteil | Begünstigte               |
| ------ | ------------------------- |
| 15 %   | Ägypten                   |
| 10 %   | Gründer der Gesellschaft  |
| 03 %   | Verwaltungsräte           |
| 02 %   | Sozialfonds               |
| 70 %   | Aktionäre (als Dividende) |

Parallel dazu sollte sich das Kapital für die Aktionäre in den 99 Jahren der Konzessionszeit amortisiert haben. Streitigkeiten waren durch ein Schiedsgericht zu entscheiden, gegen dessen Urteil Berufung zum Cour d’Appel in Paris eingelegt werden konnte.

## Gründung der Gesellschaft am 15. Dezember 1858
Die beiden Konzessionen des Vizekönigs unterlagen der Genehmigung durch das Osmanische Reich Osmanisches Reich, die wegen des politischen Drucks Großbritanniens jedoch lange nicht erteilt wurde. Der kurz vor dem Bankrott stehende Lesseps sah daher keine andere Möglichkeit, als die Gesellschaft zu gründen und das Projekt des Kanalbaus auch ohne Genehmigung aus Konstantinopel weiterzuverfolgen. Um die ihm zu hoch erscheinenden Bankgebühren zu vermeiden, wandte er sich mit der Einladung zur Zeichnung der Aktien über die Presse direkt an das Publikum. Dabei waren die Aktien aufgeteilt in Anteile für die verschiedenen Nationalitäten, um den internationalen Charakter der Gesellschaft aufrechtzuerhalten. Die Zeichnung der Aktien lief vom 5. bis zum 30. November 1858, war aber kein voller Erfolg. Von Aktionären aus Frankreich waren 207.111 Aktien bzw. 52 % des Kapitals gezeichnet worden. Aus anderen europäischen Ländern gab es nur eine Beteiligung von rund 3 %. Der Vizekönig übernahm deshalb rund 44,4 % des Kapitals, um die Gründung der Gesellschaft überhaupt zu ermöglichen. Mit der Zeichnung der Aktien war aber keineswegs die Zahlung der entsprechenden Beträge verbunden. Zunächst rief die Gesellschaft nur zur Einzahlung der ersten 20 % des Kapitals auf.
Die Gesellschaft wurde am 15. Dezember 1858 gegründet.

## Vereinbarungen mit dem Vizekönig bzw. der Regierung Ägyptens

### Finanzierungsvereinbarung vom 6. August 1860
In der Finanzierungsvereinbarung vom 6. August 1860 wurde die Übernahme der restlichen 177.642 Aktien durch den Vizekönig formal geregelt, wobei die bereits aufgerufenen 20 % des Aktienbetrages im Wesentlichen durch Schuldverschreibungen und die restlichen 80 % in den Jahren 1867 bis 1875 bezahlt werden sollten.

### Vereinbarung vom 18. März 1863 über den Süßwasserkanal
Mit dem Tode von Said Pascha am 17. Januar 1863 endete auch die Periode des freundschaftlichen Einvernehmens zwischen dem Vizekönig und Lesseps. Der Nachfolger Ismail Pascha war ihm deutlich weniger gewogen und ließ die Vereinbarungen mit Lesseps durch seinen Minister Nubar-Bey abschließen. In der Vereinbarung vom 18. März 1863 wurde vereinbart, dass wegen des erhöhten Wasserbedarfs der erste Teil des Süsswasserkanals von Kairo bis zum Wadi Tumilat größer als ursprünglich vorgesehen gebaut werden müsse. Der Bau würde von der Regierung übernommen, die Gesellschaft verzichte auf die Rechte auf die entsprechenden Grundstücke und sei dafür verpflichtet, den Kanal nach Sues als für die Flussschifffahrt tauglichen Kanal auszubauen.

### Finanzierungsvereinbarung vom 20. März 1863
Inzwischen waren weitere 40 % des Aktienkapitals aufgerufen worden. Die von Ägypten nach diversen Verrechnungen zu zahlende Summe von rund 35,15 Mio. Francs sollte ab 1864 in monatlichen Raten von 1,5 Mio. Francs bezahlt werden. Auch nach dieser Finanzierungsvereinbarung hatte die Gesellschaft somit keineswegs schon 40 % des Aktienkapitals bzw. 80 Mio. Francs erhalten.

### Schiedsspruch durch Napoléon III. vom 6. Juli 1864
Die Regierung Großbritanniens hatte den Tod von Said Pascha zum Anlass genommen, ihren politischen Druck auf die Hohe Pforte zu verstärken, um den Kanalbau zu verhindern. Die Hohe Pforte hatte in einer Note an Ismail Pascha vom 6. April 1863 unter anderem die Beendigung der Zwangsarbeit und Übertragung des Süßwasserkanals an Ägypten zur Vorbedingung ihrer immer noch nicht erteilten Genehmigung zum Bau des Sueskanals gemacht. Lesseps bat deshalb Kaiser Napoléon III. um Unterstützung, der sich bereit erklärte, entsprechend dem gemeinsamen Wunsch der Parteien einen Schiedsspruch zu erlassen.
In dem Schiedsspruch vom 6. Juli 1864 wurde geregelt, dass der Firman vom 20. Juli 1856 über die Zwangsarbeit als Teil des Vertragswerkes zwischen der ägyptischen Regierung und Lesseps bzw. der Gesellschaft anzusehen sei und die Beendigung der Zwangsarbeit gegenüber der Gesellschaft mit insgesamt 38 Mio. Francs zu entschädigen sei. Der Süßwasserkanal werde an Ägypten übertragen gegen Zahlung von 10 Mio. Francs für den Kanal und weiteren 6 Mio. Francs für den Entfall der Gebühreneinnahmen sowie der Lieferung von 70.000 m³ Wasser pro Tag für die Arbeiter, die Dampfmaschinen und die Bewässerung der bei der Gesellschaft verbleibenden Flächen. Der Gesellschaft erhalte als für den Bau und Betrieb des Kanals notwendige Flächen 10.264 Hektar am Sueskanal und 9.600 Hektar am Süßwasserkanal. Für die Rückgabe anderer Flächen erhalte sie 30 Mio. Francs. Der Gesamtbetrag von 84 Mio. Francs sollte in verschiedenen Raten in der Zeit vom November 1864 bis November 1879 bezahlt werden.
Dieser Schiedsspruch hatte aber insoweit keine direkten Folgen, als die Hohe Pforte die erwartete Genehmigung immer noch nicht erteilte.

### Vereinbarung vom 30. Januar 1866
In der Vereinbarung vom 30. Januar 1866 wurden eine Reihe von Details geregelt, wie z. B. das Recht Ägyptens, Flächen am Kanal für die Landesverteidigung und die Verwaltung (Post, Zoll etc.) gegen Erstattung der Herstellungskosten dieser Flächen zu nutzen, das Recht von Einzelpersonen, sich entlang des Kanals niederzulassen, die Übernahme des Süßwasserkanals durch die Regierung nach Erstellung eines Abnahmeprotokolls mit der anschließenden Pflicht Ägyptens zum Unterhalt des Kanals mit einer Wassertiefe von 2,5 m bei Hochwasser, 2,0 m bei Normalwasser und 1,0 m bei Niedrigwasser. Das Recht der Gesellschaft zur Schifffahrt auf dem Süßwasserkanal sollte nur noch bis zur Fertigstellung des Hauptkanals dauern. Außerdem verkaufte die Gesellschaft das Landgut Domaine du Ouady für 10 Mio. Francs an Ägypten. Sofern die Gesellschaft im Jahr 1866 die Einzahlung der restlichen 20 % des Aktienkapitals aufrufen werde, sollte Ägypten diese rund 17,5 Mio. Francs in monatlichen Raten im Jahr 1867 zahlen.

### Protokoll vom 19. Februar 1866
Eine Gruppe von Fachleuten legte im Protokoll vom 19. Februar 1866 die entlang des Kanals benötigten Flächen von insgesamt 10.214 Hektar fest (also 50 Hektar weniger als im Schiedsspruch Napoléons).

### Vereinbarung vom 22. Februar 1866
Zur Vorbereitung der endgültigen Genehmigung der Hohen Pforte wurden in der Vereinbarung vom 22. Februar 1866 die bisherigen Vereinbarungen nochmals niedergelegt und die von Ägypten zu leistenden Ratenzahlungen von insgesamt 111,5 Mio. Francs (einschließlich der letzten Zahlung auf das Aktienkapital) bis zum Dezember 1869 in einer Tabelle aufgelistet. Diese Vereinbarung wurde wörtlich in der Genehmigung der Hohen Pforte wiedergegeben.

## Genehmigung der Hohen Pforte vom 19. März 1866
Die Hohe Pforte erteilte schließlich am 19. März 1866 die Genehmigung zum Bau des Sueskanals – also rund sieben Jahre nach dem Baubeginn am 25. April 1859.

## Kreditaufnahme 1867
Im Jahr 1867 versuchte die Gesellschaft einen Kredit über 100 Mio. Francs mittels Obligationen über je 500 Francs aufzunehmen, was aber nur teilweise erfolgreich war. Es wurden zunächst nur ein knappes Drittel der öffentlich angebotenen Schuldverschreibungen gezeichnet. Erst als ein speziell für die Gesellschaft erlassenes Gesetz erlaubte, die Obligationen mit einer Lotterie zu verbinden, bei der Preise zwischen 2.000 und 150.000 Francs verlost wurden, wurden auch die restlichen zwei Drittel gezeichnet.

## Vereinbarung vom 23. April 1869

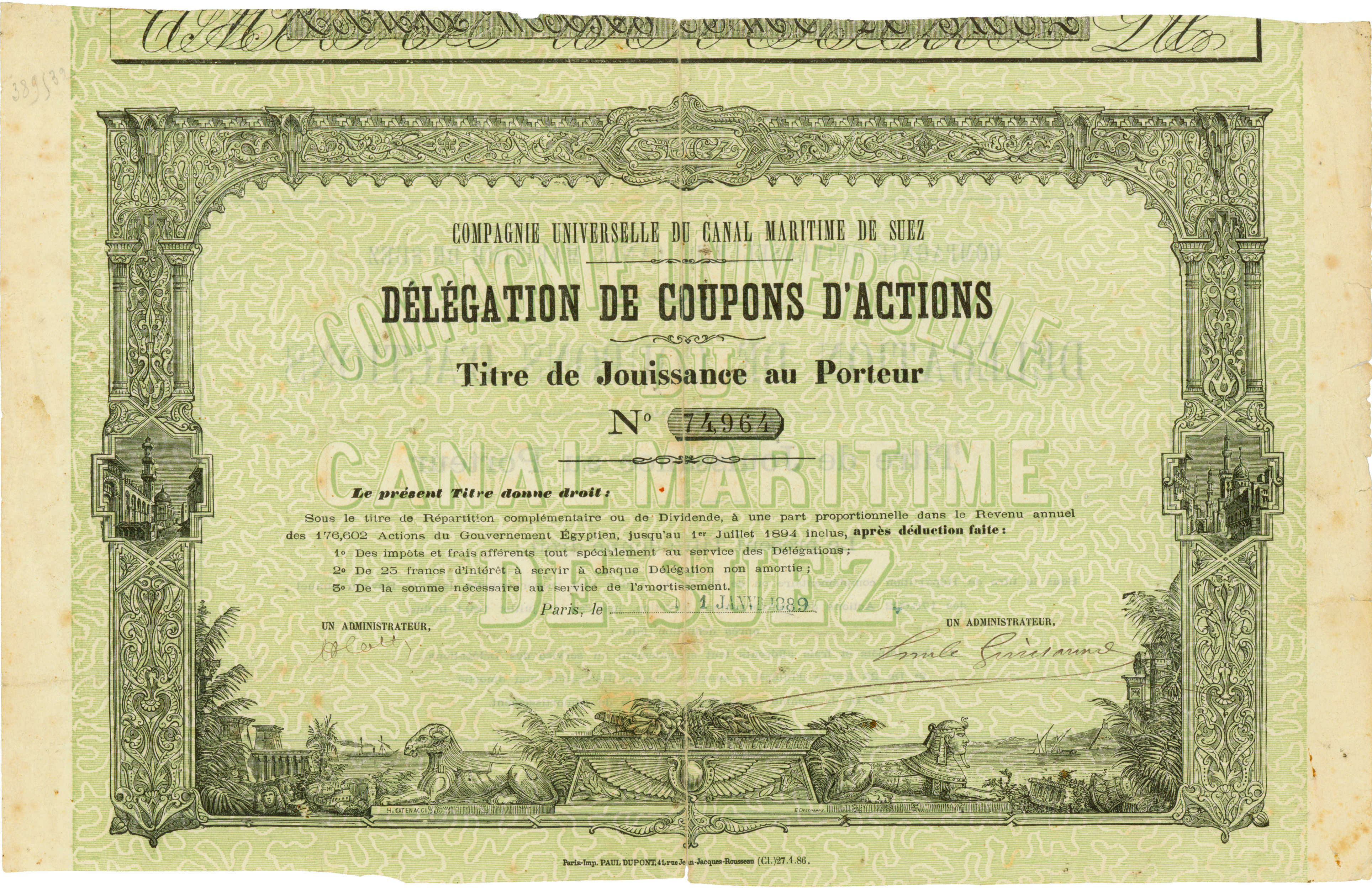
Genuss-Schein der Compagnie Universelle du Canal Maritime de Suez vom 1. Januar 1889

In der Vereinbarung mit der ägyptischen Regierung vom 23. April 1869 verzichtete die Gesellschaft auf ihre Zoll- und Steuerfreiheit sowie sonstige Sonderrechte, auf alle Rechte im Zusammenhang mit dem Süßwasserkanal und auf alle eventuellen Schadenersatzansprüche gegenüber der Regierung. Sie hatte damit nur noch die Stellung eines den allgemeinen Gesetzen unterworfenen Unternehmers. Der Erlös aus dem Verkauf von Grundstücken war zu gleichen Teilen zwischen der Regierung und der Gesellschaft aufzuteilen. Dafür und für bestimmte Gebäude und Grundstücke wurde ein Preis von 30 Mio. Francs vereinbart, der mit Zinscoupons der 176 602 Aktien der Regierung beglichen wurde, die ab dem 1. Januar 1870 fällig wurden. Die Gesellschaft verwendete diese Zinscoupons zur Refinanzierung durch Ausgabe sogenannter Délégations, um sofortige Liquidität zu erhalten, die sie dringend benötigte. Die Übertragung der Zinscoupons auf die Gesellschaft führte in den Jahren 1870 und 1871 zu Diskussionen, ob Ägypten mangels vollständiger Aktien in der Hauptversammlung der Gesellschaft noch teilnahme- und stimmberechtigt sei. Aus diesem Grund hatte man auch den Verwaltungsrat von 32 auf 21 Mitglieder reduziert. Als Kompromiss kam man überein, Ägypten vorläufig zur Hauptversammlung zuzulassen, bis die Streitfrage geklärt sei.

## Baukosten und Finanzierung
Bis zur Eröffnung des Sueskanals am 17. November 1869 waren Kosten von insgesamt 416 Mio. Francs aufgelaufen, die sich bis zur tatsächlichen Fertigstellung am 15. April 1871 auf 426 Mio. Francs erhöht hatten. Die Baukosten einschließlich der in den Beträgen enthaltenen Verwaltungskosten und der Zinsen für die Aktionäre scheinen durch das gezeichnete Aktienkapital, die gemäß den verschiedenen Vereinbarungen von Ägypten gezahlten Beträge, der Kreditaufnahme und sonstiger Einnahmen der Gesellschaft gedeckt gewesen zu sein, auch wenn zum Teil langfristige Verbindlichkeiten durch langfristige Forderungen gedeckt waren und verfügbare Liquidität ein dauerndes Problem war.

## Präsidenten der Sueskanal-Gesellschaft bis zur Nationalisierung 1956
- Ferdinand de Lesseps (15. Dezember 1855 – 7. Dezember 1894)
- Jules Guichard (17. Dezember 1892 – 17. Juli 1896) (bis 7. Dezember 1894 in Vertretung von Lesseps)
- Auguste-Louis-Albéric, prince d’Arenberg (3. August 1896–1913)
- Charles Jonnart (19. Mai 1913–1927)
- Louis de Vogüé (4. April 1927 – 1. März 1948)
- François Charles-Roux (4. April 1948 – 26. Juli 1956)[30]

## Die Gesellschaft nach der Nationalisierung
Durch die Nationalisierung des Sueskanals am 26. Juli 1956 ging das Vermögen der Gesellschaft, also insbesondere der Sueskanal und der Süßwasserkanal sowie der Betrieb des Kanals auf die Suez Canal Authority über. Die Sueskanal-Gesellschaft erhielt dafür Enteignungsentschädigungen. Nach dem politisch gescheiterten britisch-französischen Versuch, den Sueskanal militärisch zurückzugewinnen (Sueskrise), wurde 1958 das Unternehmen nach Frankreich verlegt und in Compagnie financière de Suez umbenannt. Es konzentrierte sich auf eine Vielzahl von Beteiligungen und Investitionen in verschiedenen wirtschaftlichen Branchen. Nach vielfältigen gesellschaftsrechtlichen Veränderungen tritt es nun als Engie auf.